# 鼻毛

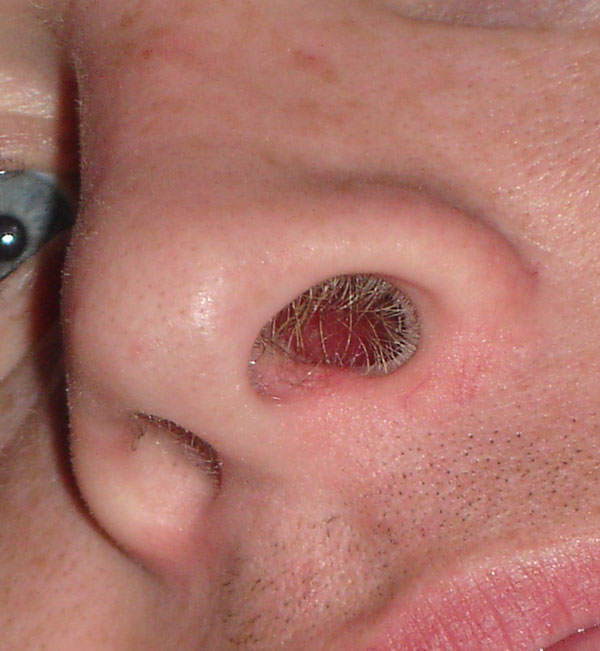
鼻毛

鼻毛是位於鼻子裡的毛，在呼吸時可以做為阻擋灰塵的其中一項防禦機制，這可以擋住大部分的灰塵，而無法擋住的灰塵則會到達鼻腔內的粘膜，以至於打噴嚏。
某些人的毛較茂盛，甚至太長會突出鼻孔外，因此有剪鼻毛器的工具誕生。
如果拔鼻毛，可能引起毛囊炎。因为鼻子离大脑神经近，毛囊炎严重的话细菌会侵犯脑部，引起腦膜炎。